# Le Morte d'Arthur

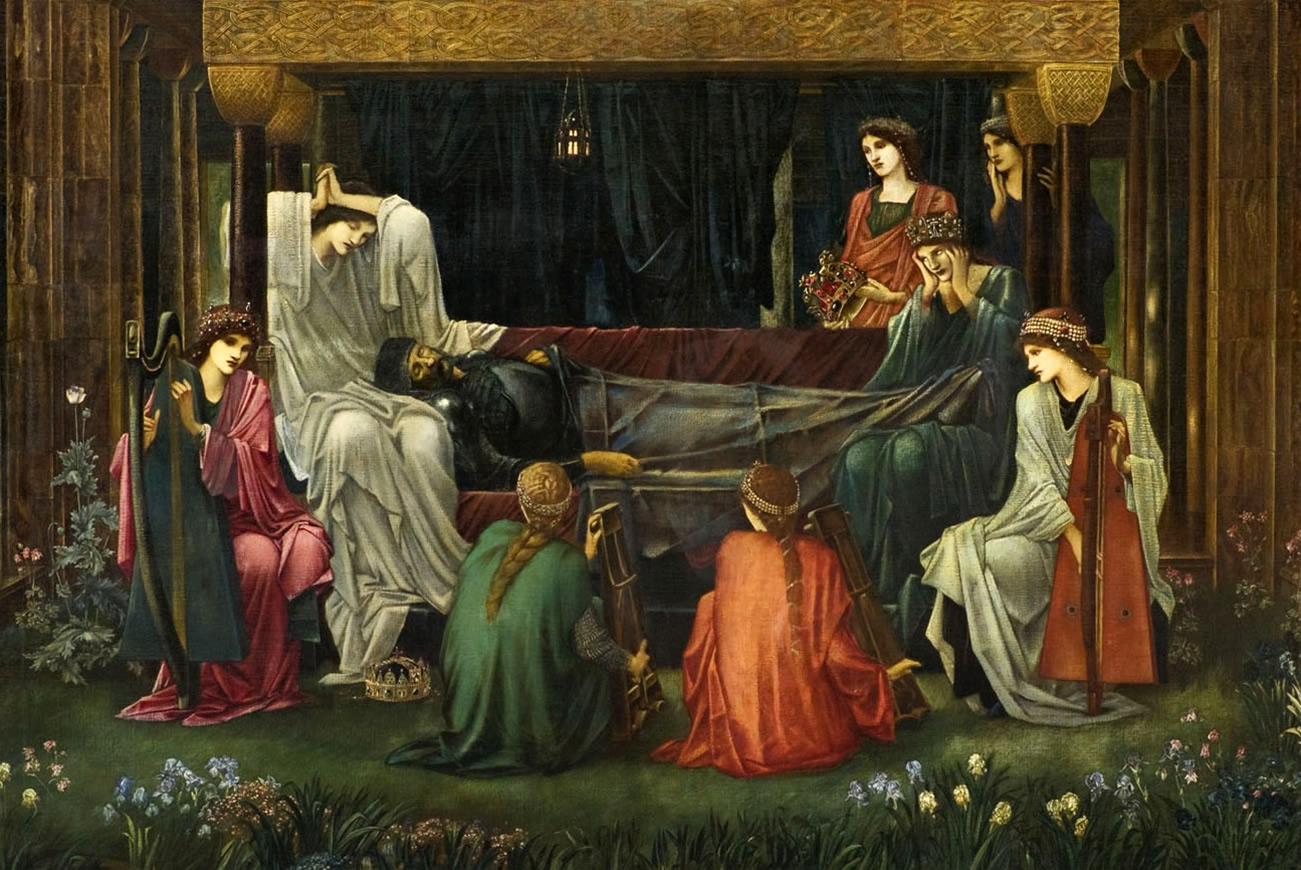
The Last Sleep of Arthur door Edward Burne-Jones.

Le Morte d'Arthur, of Le Morte Darthur zoals de spelling van de eerste uitgave uit 1485 luidde, een spelling die ook wel in latere (wetenschappelijke) publicaties werd toegepast, is een serie verhalen rond koning Arthur, samengesteld en geschreven door Sir Thomas Malory.
De titel is Oudfrans en betekent de dood van Arthur. Het lidwoord le (in plaats van la) is volgens Stephen H. A. Shepherd een vergissing van Malory. In modern Frans is het La mort d'Arthur.
Over Malory is weinig met zekerheid bekend. Indien hij Thomas Malory of Newbold Revell was, zou hij het werk gedeeltelijk hebben geschreven tijdens zijn gevangenschap. Deze Malory werd tussen 1451 en 1460 en mogelijk ook nadien herhaaldelijk veroordeeld voor verschillende misdaden.
Malory baseerde zich bij het noteren van de verhalen op hem bekende Franse bronnen en een enkele Engelse, waaraan hij zijn eigen interpretatie gaf. Hij zou het werk rond 1470 hebben afgerond. Een versie, mogelijk niet het oorspronkelijke manuscript, kwam in handen van William Caxton, de eerste Engelse drukker, die het werk uitgaf in 1485, toen Malory waarschijnlijk al dood was. Caxton redigeerde het werk eigenhandig en deed dat op vrij slordige wijze. Hij verdeelde de tekst op soms nogal willekeurige wijze in 21 delen en maakte daarbij een eigen hoofdstukindeling.
De titel van het werk is ontleend aan een aantekening van Caxton aan het eind, waar hij onder andere schrijft: Thus endeth this noble and joyous book entitled Le Morte Darthur. De dood van Arthur, waar de titel naar verwijst, wordt echter pas, logischerwijze, in het laatste deel besproken.
Herdrukken van het werk, steeds met kleine aanpassingen, werden geproduceerd door onder anderen Caxtons opvolger Wynkyn de Worde in 1498 en 1529, door
William Copland in 1559, door Thomas East omstreeks 1585 en door Thomas Stansby in 1634. Deze laatste versie werd in de 19e eeuw, toen het verhaal onder invloed van de Romantiek opnieuw in de belangstelling kwam, heruitgegeven in 1816 en 1856.
In 1934 deed zich vervolgens een interessante ontwikkeling voor: in de bibliotheek van het Winchester College werd door W.F. Oakshotte in een kluis een manuscript aangetroffen dat gedateerd kon worden rond 1475. Het bleek niet Malory's oorspronkelijke manuscript te zijn maar wel ouder dan en afwijkend van de door William Caxton gepubliceerde versie. Het manuscript bestaat uit acht delen, en niet uit de door Caxton bedachte 21. Oakshotte werd gevraagd op basis van deze vondst een nieuwe uitgave te publiceren, maar deze liet dat over aan de Frans/Engelse literair deskundige Eugène Vinaver, een kenner op het gebied van de Franse bronnen. Een eerste editie van diens hand verscheen in 1947, een gereviseerde versie kwam uit in 1967.
De Winchester-editie bestaat uit de genoemde acht delen en beschrijft achtereenvolgens
1. Arthurs geboorte en opkomst
2. De strijd tegen de Romeinen
3. Het verhaal over Lancelot: The Noble Tale of Sir Launcelot Du Lac
4. Het verhaal van Sir Gareth (broer van Gawain)
5. Tristan en Isolde
6. De queeste naar de Heilige Graal: The Noble Tale of the Sangreal
7. The Knight of the Cart, over de affaire tussen Lancelot en Guinevere
8. Arthurs dood en het einde van de Orde van de Ronde Tafel

De Engelse dichter Alfred Tennyson schreef in de 19e eeuw een serie gedichten gebaseerd op het werk van Malory onder de titel Idylls of the King.
Ook T.H. White maakt in zijn befaamde serie boeken The Once and Future King gebruik van Malory's bronnen en werk.